# Rushlee Buchanan
Rushlee Buchanan (Hamilton, 20 gennaio 1988) è un'ex pistard e ciclista su strada neozelandese, vincitrice di quattro medaglie di bronzo ai campionati del mondo Elite su pista.

## Palmarès

### Pista
- 2010

Campionati neozelandesi, Inseguimento a squadre (con Sonia Waddell e Jaime Nielsen)
Campionati neozelandesi, Scratch
2ª prova Coppa del mondo 2010-2011, Inseguimento a squadre (Cali, con Lauren Ellis e Alison Shanks)
- 2011

3ª prova Coppa del mondo 2010-2011, Inseguimento a squadre (Pechino, con Kaytee Boyd e Jaime Nielsen)
Campionati oceaniani, Corsa a punti
- 2013

Madison Cup, Corsa a punti
Challenge International sur piste, Scratch
Campionati oceaniani, Inseguimento a squadre (con Lauren Ellis, Jaime Nielsen e Georgia Williams)
Campionati oceaniani, Scratch
- 2016

Fastest Woman on Wheels, Corsa a punti
- 2017

Campionati neozelandesi, Inseguimento a squadre (con Racquel Sheath, Jaime Nielsen e Bryony Botha)
Campionati neozelandesi, Corsa a punti
4ª prova Coppa del mondo 2017-2018, Inseguimento a squadre (Santiago del Cile, con Kirstie James, Bryony Botha e Racquel Sheath)
Campionati oceaniani, Inseguimento a squadre (con Bryony Botha, Racquel Sheath e Michaela Drummond)
- 2018

Festival of Speed, Omnium
Campionati oceaniani, Inseguimento a squadre (con Bryony Botha, Racquel Sheath, Michaela Drummond e Kirstie James)
- 2019

5ª prova Coppa del mondo 2018-2019, Inseguimento a squadre (Cambridge, con Racquel Sheath, Bryony Botha e Kirstie James)
Campionati neozelandesi, Inseguimento a squadre (con Racquel Sheath, Bryony Botha e Jessie Hodges)
Japan Track Cup, Omnium
4ª prova Coppa del mondo 2019-2020, Inseguimento a squadre (Cambridge, con Bryony Botha, Holly Edmondston, Kirstie James e Jaime Nielsen)
- 2020

Campionati neozelandesi, Americana (con Jessie Hodges)

### Strada
- 2005 (Juniores)

Campionati neozelandesi, Prova a cronometro Junior
- 2006 (Juniores)

Campionati neozelandesi, Prova in linea Junior
- 2007 (Dilettanti, una vittoria)

2ª tappa Tour de Delta (Delta)
- 2010 (Colavita-Baci, una vittoria)

Campionati neozelandesi, Prova in linea Elite
- 2014 (UnitedHealthcare Pro Cycling Women's Team, una vittoria)

Campionati neozelandesi, Prova in linea Elite
- 2016 (UnitedHealthcare Pro Cycling Women's Team, due vittorie)

Campionati neozelandesi, Prova a cronometro Elite
Campionati neozelandesi, Prova in linea Elite
- 2017 (UnitedHealthcare Pro Cycling Women's Team, una vittoria)

Campionati neozelandesi, Prova in linea Elite

#### Altri successi
- 2007 (Dilettanti)

Criterium Mount Maunganui
- 2009 (Team Tibco)

Campionati neozelandesi, Criterium
- 2010 (Colavita-Baci, una vittoria)

Classifica giovani Cascade Cycling Classic
- 2011 (Forno D’Asolo Colavita)

3ª tappa Cascade Cycling Classic (Cascade Lakes > Cascade Lakes)
Classifica giovani Cascade Cycling Classic
- 2019 (UnitedHealthcare Pro Cycling Women's Team)

Wanzeel Koerse

## Piazzamenti

### Competizioni mondiali
- Campionati del mondo su pista

Vienna 2005 - Corsa a punti Junior: 2ª
Vienna 2005 - Inseguimento individuale Junior: 15ª
Vienna 2005 - Scratch Junior: 14ª
Spa-Francorchamps 2006 - Corsa a punti Junior: 6ª
Spa-Francorchamps 2006 - Inseg. indiv. Junior: 19ª
Ballerup 2010 - Inseguimento a squadre: 3ª
Ballerup 2010 - Scratch: 15ª
Melbourne 2012 - Corsa a punti: 14ª
Saint-Quentin-en-Yv. 2015 - Inseg. a squadre: 4ª
Saint-Quentin-en-Yv. 2015 - Scratch: 12ª
Londra 2016 - Inseguimento a squadre: 4ª
Hong Kong 2017 - Inseguimento a squadre: 3ª
Apeldoorn 2018 - Inseguimento a squadre: 6ª
Apeldoorn 2018 - Omnium: 3ª
Pruszków 2019 - Inseguimento a squadre: 3ª
Pruszków 2019 - Omnium: 9ª
Berlino 2020 - Inseguimento a squadre: 6ª
- Campionati del mondo su strada

Vienna 2005 - Cronometro Junior: 23ª
Vienna 2005 - In linea Junior: 28ª
Spa-Francorchamps 2006 - Cronometro Junior: 12ª
Spa-Francorchamps 2006 - In linea Junior: 36ª
Ponferrada 2014 - Cronosquadre: 6ª
Richmond 2015 - Cronosquadre: 6ª
Richmond 2015 - In linea Elite: 78ª
- Giochi olimpici

Rio de Janeiro 2016 - Inseguimento a squadre: 4ª
Tokyo 2020 - Inseguimento a squadre: 8ª
Tokyo 2020 - Americana: 11ª